# 西条美咲
西条 美咲（さいじょう みさき、1986年3月29日 - )は、日本の女優。京都府出身。
同志社女子大学現代社会学部卒。

## 略歴
- 2009年7月、初舞台『新宿ミッドナイトベイビー』でデビュー。いしだ壱成とダブル主演。共演は浅野温子、山崎邦正ら。
- 2009年9月、映画『白日夢』主演でスクリーンデビュー[2]。共演は鳥肌実、大坂俊介ら。
- 2009年12月、1st 写真集『主演女優賞』発売。
- 2010年5月、舞台『女優』で、岡田茉莉子とダブル主演。共演は芦川よしみ、誠直也、宮内洋ら。
- 2010年7月、舞台『新宿ミッドナイトベイビー2010』で山本モナとダブル主演。共演は中村誠治郎ら。
- 2010年9月、2nd 写真集『人形鏡』発売。
- 2011年3月、映画『時空警察ヴェッカー デッドリーナイトシェード』カトレア役。
- 2011年7月、舞台『夏の夜の夢 〜から騒ぎの森〜』主演 ハーミア役。
- 2011年12月、映画『JYO JYO』主演 リリア役。
- 2012年1月、舞台『ベロニカは死ぬことにした』主演 ベロニカ役。共演は酒井敏也、永山たかし、久世星佳、宮本裕子、エド・はるみら。
- 2012年1月、1st DVD『メリーゴーランド』発売。
- 2012年6月、舞台『時空警察ヴェッカーχ 彷徨のエトランゼ』 アヴァンタドール・コルネーユ役。
- 2012年7月、舞台『夏の夜の夢 〜夢見る頃を過ぎても編〜』主演 ハーミア役。
- 2012年12月、3rd 写真集『DOLL BRIDE』発売。
- 2013年1月、舞台『Girls Rocketeer』森山早苗役。
- 2013年5月、舞台『燦燦』主演 ミドリ役。
- 2013年10月、舞台『川太郎の恋』主演 美影役。
- 2013年11月、2nd DVD『時の雫〜いつもそばに…』発売。
- 2013年12月、舞台『あなたに贈るキス』主演 笹森美詩役、共演は黒田アーサー、サヘル・ローズ、高部あいら。
- 2014年1月、舞台ざ★よろきん『振袖大火』 ヒロイン豊春花魁役、共演は戸島花ら。
- 2014年2月、舞台『サロメ』主演 サロメ役。共演は大和田伸也、秋元道行、山崎裕太ら。
- 2014年3月、舞台『STAGE×12 vol.11』ヒロイン 三島正美役。
- 2014年7月、舞台『あなたに贈るキス2』ヒロイン 笹森美詩役。
- 2014年8月、舞台ざ★よろきん『玉菊灯籠』 ヒロイン 玉菊花魁役。
- 2015年4月、舞台『イン・ザ・ボイス』ヒロイン アイ役。
- 2015年12月、舞台『ツルゲーネフ はつ恋 青春博多純情編』主演 ユメ役。
- 2015年8月〜9月、舞台『南の島に雪が降る』。
- 2015年10月、コロッケ 特別公演『人情喜劇 十年目の約束』。
- 2016年4月、舞台『そして龍馬は殺された』千葉さな子役。
- 2016年6月、舞台『ハロー輪廻』主演 南雲はぐみ役。
- 2016年7月、舞台『サギムスメ』主演 偽里真由美役。
- 2016年7月〜8月、舞台『ペコロスの母に会いに行く』。
- 2016年10月〜11月、舞台『コロッケ特別公演』。
- 2016年11月、舞台『カフェパラダイス』。
- 2017年2月、舞台『山内惠介 特別公演』。
- 2017年3月、舞台『スイートホーム』ヒロイン ののか役。
- 2017年7月、舞台『サギムスメ』主演 偽里真由美役。
- 2017年8月、舞台『葬送狂奏曲』芙美役。
- 2017年12月、舞台『ハッピーエンド・チェイサー』ヒロイン 玲奈役。
- 2018年3月、新歌舞伎座川中美幸特別公演「七変化！！美幸一座～親娘愛情物語」絹代役。
- 2018年5月、Gekiシブゲキ『女帝』美樹役。
- 2018年8月～9月、舞台『サギムスメ』主演 偽里真由美役。
- 2018年9月、舞台『五・五合目の夏』ハルカ役。
- 2018年12月、舞台『志士たち』うの役。
- 2019年2月、舞台『荊姫』路葉役。
- 2019年4月、舞台『YESTERDAY ONCE MORE～あの時君は若かった～』ヒロイン幸子役。
- 2019年6月、舞台『幸せのかたち』美里役。
- 2019年7月、舞台『TO BE OR NOT TO BE～生きてるの？死んでるの？～』名美役。

## 人物
- 旅行・美術・乗馬・撮影が趣味。自分が人形になりきった写真集『人形鏡』（2010年）、『DOLL BRIDE』（2012年）を出版した。2010年6月上海万博ジャパンディ メインアトラクション日本代表としてオープニングで京人形に扮して舞を披露した。一人で海外に行くのが好きで行った国は20カ国以上。 美術検定2級を持っており、年間80以上の美術展示会に出かけている。また、趣味で油絵を描いていて、2019年ベラドンナ・アート展に「ヴィーナス」「囚われの姫」「地蔵天使」の3点入選し、東京都美術館に展示された。また同年、世界絵画大賞展に「自画像」が入選し8月に東京都美術館にて展示される。

## 出演

### 舞台
- 「新宿ミッドナイトベイビー」（2009年7月、シアターサンモール）主演 アキナ役
- 「女優」（2010年5月、新宿文化会館、京都府立文化芸術会館、愛知県芸術劇場）主演 朝倉京子役
- 「新宿ミッドナイトベイビー2010」（2010年7月、新宿文化会館）主演 アキナ役
- 「夏の夜の夢 〜から騒ぎの森〜（2011年7月、ブディストホール）主演 ハーミア役
- 「ベロニカは死ぬことにした」（2012年1月 - 2月、俳優座）主演 ベロニカ役
- 「時空警察ヴェッカーχ 彷徨のエトランゼ」 （2012年6月 六行会ホール）悪のヒロイン アヴァンタドール・コルネーユ役
- 「夏の夜の夢」（2012年7月、ブディストホール）主演 ハーミア役
- Girls Rocketeer （2013年1月）森山早苗役
- 「燦燦」 （2013年5月、銀座みゆき館劇場) 主演 ミドリ役
- 「川太郎の恋」（2013年10月、TACCS1179）ヒロイン 美影役
- 「あなたに贈る×キス」（2013年12月、シアターサンモール）主演 笹森美詩役
- 「振袖大火~吉原木遣り唄〜」＠新春本講演
- ざ★よろきん『振袖大火』（2014年1月、シアターグリーン） ヒロイン 豊春花魁役
- 「サロメ」（2014年2月、東京芸術劇場）主演 サロメ役
- STAGE×12 vol.11（2014年3月、赤坂元気劇場）ヒロイン 三島正美役
- あなたに贈るキス2（2014年7月、俳優座劇場）ヒロイン 笹森美詩役
- 『玉菊灯籠』（2014年8月）平成時代劇 萬屋錦之助一座「ざ☆よろきん」本公演 ヒロイン 玉菊役
- 舞台『イン・ザ・ボイス』（2015年4月、北沢タウンホール）ヒロイン アイ役
- 舞台『ツルゲーネフ はつ恋 青春博多純情編』（2015年12月、萬劇場）主演 ユメ役
- 戦後70周年特別企画　中日劇場開場50周年記念「南の島に雪が降る」 2015年8月〜9月　中日劇場、浅草公会堂、キャナルシティ劇場、梅田芸術劇場
- 芸能生活35周年記念 コロッケ 特別公演「人情喜劇 十年目の約束」 2015年10月　中日劇場
- 『そして龍馬は殺された』（2016年4月、俳優座劇場）千葉さな子役
- 『ハロー輪廻』（2016年6月、テアトルBONBON）主演 南雲はぐみ役
- 『サギムスメ』（2016年7月、萬劇場）主演。
- 『ペコロスの母に会いに行く』（2016年7月〜8月、天王洲 銀河劇場、長崎ブリックホール　大ホール、福岡国際会議場メインホール、出水市文化会館、中日劇場）
- 『コロッケ特別公演』（2016年10月〜11月、大阪 新歌舞伎座）
- 『カフェパラダイス』（2016年11月、銀座博品館劇場）
- 『山内惠介 特別公演』（2017年2月、新歌舞伎座）
- 『スイートホーム』（2017年3月、萬劇場）ヒロイン ののか役
- 『サギムスメ』（2017年7月、萬劇場）主演 偽里真由美役
- 『葬送狂奏曲』（2017年8月、TACCS1179）芙美役
- 『ハッピーエンド・チェイサー』（2017年12月、テアトルBONBON）ヒロイン 玲奈役。
- 『新歌舞伎座川中美幸特別公演「七変化！！美幸一座～親娘愛情物語」』（2018年3月、新歌舞伎座）絹代役
- 『CBGKシブゲキ!!『女帝』』（2018年5月、CBGKシブゲキ!!）美樹役
- 『サギムスメ』（2018年8月～9月、ワーサルシアター八幡山劇場）主演 偽里真由美役
- 『五・五合目の夏』（2018年9月、BIG TREE THEATER|シアターグリーン）ハルカ役
- 『志士たち』（2018年12月、俳優座劇場）うの役
- 『荊姫』（2019年2月、築地本願寺ブディストホール）路葉役
- 『YESTERDAY ONCE MORE～あの時君は若かった～』（2019年4月、武蔵野芸能劇場）ヒロイン幸子役
- 『幸せのかたち』（2019年6月、せんがわ劇場）美里役
- 『TO BE OR NOT TO BE～生きてるの？死んでるの？～』（2019年7月、築地本願寺ブディストホール) 名美役

### 映画
- 白日夢（2009年9月）主演 葉室千枝子役
- 時空警察ヴェッカー デッドリーナイトシェード（2012年10月）カトレア役
- JYO JYO（2012年）主演 リリア役
- すべては「裸になる」から始まって（2012年）
- 私の奴隷になりなさい（2012年）ミドリ役
- 「赦免花」（2013年3月 軽部進一監督 河村隆一音楽監督）ヒロイン　お雪役
- 「SとM III、IV」（2014年9月）メインキャスト
- 2015年公開映画『人を乗せる〜But Life Goes On...〜』（日本香港合作）メインキャスト
- 2016年公開　出雲大社大遷宮記念映画『縁「えにし」』（クリストファー・ドイル撮影監督）メインキャスト
- アイドル三國志BATTLE（2019年10月、オメガフィルム）‐ 川端弥生 役[3]
- 密殺! Ⅱ THE MISSATSU 激闘篇（2023年4月劇場公開、坂東聖監督） - 木俣薫 役[4]

### テレビ
- NTVスッキリ「ドン小西の芸能界ピリ辛おしゃれコンシェルジュ」（2009年6月）
- CXとくダネ!「旬感!ランクィ〜ン」（2010年3月）
- NHK 上海万博ジャパンデーコンサート つながろう!調和のとれた未来のために。（2010年6月）
- 上海万博ジャパンデーコンサート つながろう!調和のとれた未来のために。（NHK総合、2010年7月）
- NHK 「カワイイ☆TV Kawaii International] (2013年1月）
- TVK 「夢がかなうまで2」（2013年8月）
- テレビ埼玉「ごごたま」（2013年8月）
- 千葉テレビ 土曜日昼ドラマ「ヒーローはいつも眠っている」出演（2014年1月クール）
- 千葉テレビ 土曜日昼ドラマ「シークレット★プラン」ヒロイン（2014年2月クール）

### 雑誌
- FLASH 2009年9月8日、『白日夢』が28年ぶりに復活!!
- 週刊実話 2009年11月 表紙＋グラビア
- スコラ 2010年1月号 グラビア
- 特冊新鮮組 2010年1月号 グラビア
- 金のEX 2010年1月号 グラビア＋インタビュー
- エキサイター 2010年1月号 グラビア
- アクティブビーグル2010年1月号
- EX MAX 2010年1月号 グラビア
- トーキングヘッズ叢書 No. 42 2010年5月 インタビューと人形グラビア
- トーキングヘッズ叢書 No. 53 2013年2月 表紙＋人形グラビア
- 週刊プレイボーイ 2010年9月 グラビア
- 週刊大衆 2011年11月 表紙＋グラビア
- 週刊実話 2011年12月 表紙＋グラビア
- ドカント 2012年1月、表紙＋グラビア
- カスタムバーニング 2014年4月号 表紙
- CAPA2012年11月号 「山岸伸 世界の光の中で」
- FLASH 2012年12月、グラビア
- 週刊実話 2012年12月 グラビア
- 週刊大衆 2012年12月 グラビア
- CARトップ カバーガール　グラビア
- カンフェティ Pick up　コーナー
- ヤングアニマル プレゼントコーナー
- ヤングアニマル嵐　プレゼントコーナー
- デジタルフォトテクニック 2月号
- 週刊大衆　2014年5月　表紙グラビア

### イベント
- 2010年　上海万博ジャパンデー メインアトラクション日本代表（京人形と手妻の舞）
- 2012年　第87回東京レザーフェア ゲストパフォーマー
- 2012年　Color-Pet Collection モデル
- 2013年　Color-Pet Collection Vol.2　メインMC
- 2013年　Japan Music Festival 〜サマーゴットフェス〜 ゲストモデル
- 2013年　DREAM FESTIVAL （赤坂BLITZ）
- 2013年　東京ファッションコレクション モデル・アシスタントMC・ゲストパフォーマー

### ラジオ
- RF「ラジカントロプス2.0」（2013年）
- RF「峰竜太のミネスタ」（2013年）
- RF「ヨコハマラジアンヌスタイル」（2013年）
- レインボータウンFM「ラジオですいません」（2013年8月11日）

### 新聞
- サンケイスポーツ（2009年7月5日）
- 東京スポーツ（2009年9月4日）
- スポーツニッポン（2009年9月6日）
- スポーツ報知（2009年9月6日）
- サンケイスポーツ（2009年9月6日）
- デイリースポーツ（2009年9月6日）
- 夕刊フジ（2009年9月11日）

## 作品

### 写真集
- 1st写真集「主演女優賞」（2009年 中山雅文）
- 2nd写真集「人形鏡」（2010年 宮澤正明）
- 3rd写真集「DOLL BRIDE」（2012年12月）
- 4th写真集「SNOW KINGDOM」 (2013年　山岸伸）
- 5th写真集「SNOW KINGDOM」 (2015年　山岸伸）

### イメージDVD
- メリーゴーランド（2012年1月27日、エスデジタル）
- 時の雫〜いつもそばに…（2013年11月28日、オルスタックソフト販売）
- Premium Cherry （2014年4月23日、メジャースコープ 販売）
- ミサキサク（2015年1月23日、M.B.Dメディアブランド 販売）